# Neapolská žluť světlá
Neapolská žluť světlá je název žluté umělecké barvy používané v malířství. Její číselný kód je 1005 a chemicky se jedná o oxid zinečnatý, sulfid kademnatý a zemitý pigment.
Je jedním z nejstarších syntetických pigmentů, známa je poprvé z období kolem roku 1620. Příbuzným minerálním pigmentem je minerál bindheimit.

## Historie
Neapolská žluť byla nalezena jako keramický pigment z období 2500 let před naším letopočtem v babylónských cihlách. Historická jména jako Luteolum neapolitanum nebo Giallorino označují italsko-neapolský původ. Neapolská žluť byla ve výtvarném umění užívána od 17.–18. století, kdy nahradila do té doby rozšířenou olověnou žluť.